# Мстители: Война бесконечности
«Мсти́тели: Война́ бесконе́чности» (англ. Avengers: Infinity War) — американский художественный супергеройский фильм 2018 года режиссёров Энтони и Джо Руссо, основанный на комиксах о приключениях одноимённой команды Marvel. Продолжение фильмов «Мстители» (2012) и «Мстители: Эра Альтрона» (2015), а также 19-я по счёту полнометражная картина медиафраншизы «Кинематографическая вселенная Marvel» (КВМ) и седьмая в третьей фазе. Главные роли исполняют Роберт Дауни-младший, Крис Хемсворт, Марк Руффало, Крис Эванс, Скарлетт Йоханссон, Бенедикт Камбербэтч, Дон Чидл, Том Холланд, Чедвик Боузман, Пол Беттани, Элизабет Олсен, Энтони Маки, Себастиан Стэн, Карен Гиллан, Данай Гурира, Том Хиддлстон, Пом Клементьефф, Бенедикт Вонг, Летиша Райт, Дейв Батиста, Зои Салдана, Джош Бролин и Крис Прэтт. По сюжету спустя два года после распада Мстителей во время событий фильма «Первый мститель: Противостояние» Танос (Бролин) прибывает на Землю с целью собрать все камни бесконечности для перчатки, с помощью которой он может менять реальность по своему желанию. Мстители и Стражи Галактики должны остановить безумного титана, прежде чем его разрушительный натиск положит конец половине Вселенной.
Картину анонсировали в октябре 2014 года под названием «Мстители: Война бесконечности — Часть 1». В апреле 2015 года братья Руссо оказались на посту режиссёра, в мае дуэт Маркуса и Макфили привлекли к работе над сценарием. В июле 2016 года компания Marvel сократила название до «Мстители: Война бесконечности». Съёмки стартовали в январе на студии Pinewood в Атланте и завершились в июле 2017 года. Досъёмки прошли в Шотландии, Англии, центре Атланты и Нью-Йорке.
Премьерный показ состоялся 23 апреля 2018 года в Лос-Анджелесе. Картина вышла в прокат в США 27 апреля 2018 года, в России — 3 мая в формате 2D, 3D и IMAX. Собрав в прокате свыше 2,048 млрд $ и установив рекорд по преодолению рубежа мировых кассовых сборов в 1 млрд $ (11 дней), лента стала одновременно шестым самым кассовым фильмом всех времён и четвёртым фильмом, преодолевшим рубеж сборов в 2 млрд $ (48 дней), а также самой кассовой кинокартиной 2018 года. Продолжение, «Мстители: Финал», вышло в прокат 29 апреля 2019 года.

## Сюжет
Завладев Камнем Силы (одним из шести Камней Бесконечности) с планеты Ксандар, Танос и его приёмные дети, Эбеновый Зоб, Кулл Обсидиан, Проксима Миднайт и Корвус Глэйв, перехватывают космический корабль, перевозящий выживших после уничтожения Асгарда асгардцев. Пленив Тора, Танос требует от Локи Тессеракт, содержащий в себе Камень Пространства. Внезапно на Таноса нападает Халк, однако Танос его побеждает. Хеймдалл отправляет Халка на Землю с помощью Биврёста. Танос убивает Хеймдалла и извлекает Камень Пространства из Тессеракта. После этого, он убивает Локи, попытавшегося на него напасть, и уничтожает корабль.
Халк падает в Санктум Санкторум в Нью-Йорке и превращается в Брюса Бэннера. Он предупреждает Стивена Стрэнджа и Вонга о плане Таноса, заключающемся в уничтожении половины Вселенной с целью стабилизации перенаселения. Троица обращается за помощью к Тони Старку. Зоб и Обсидиан прибывают на Землю, чтобы заполучить Камень Времени, содержащийся у Стрэнджа. Зобу не удаётся украсть Камень Времени из-за чар Стрэнджа, и он похищает Стрэнджа вместе с Камнем. Старк и пришедший на помощь Питер Паркер пробираются на борт космического корабля Зоба, а Вонг остаётся охранять Санктум Санкторум.
В Эдинбурге Проксима Миднайт и Глэйв нападают на Ванду Максимофф и Вижна, чтобы заполучить Камень Разума, содержащийся во лбу Вижна. Стив Роджерс, Наташа Романофф и Сэм Уилсон спасают пару и отправляются на базу Мстителей. Вижн предполагает, что Камень можно уничтожить только направленной на него силой, схожей с его сингулярностью, и подмечает, что сделать это сможет лишь Ванда, но последняя отказывается это делать. Бэннер не соглашается с Вижном, предполагая, что если аккуратно извлечь Камень, Вижн выживет. Роджерс предлагает отправиться в Ваканду, где, по его мнению, находятся технологии, способные извлечь Камень.
Стражи Галактики реагируют на сигнал бедствия корабля асгардцев и спасают Тора. Бог грома предполагает, что Танос охотится за Камнем Реальности, который находится во владении Коллекционера на Забвении. Тор отправляется с Ракетой и Грутом в Нидавеллир, где король гномов Эйтри выковывает Тору боевой топор Громсекиру. Питер Квилл, Гамора, Дракс и Мантис отправляются в Забвение и сталкиваются с Таносом, завладевшим Камнем Реальности. Он временно нейтрализует команду при помощи Камня и похищает Гамору. Узнав от Небулы, что Гамора знает месторасположение Камня Души, Танос пытает Небулу, заставляя Гамору выдать месторасположение Камня. Танос и Гамора отправляются на Вормир, где их встречает хранитель Камня — Красный Череп. Красный Череп объясняет Таносу, что он сможет получить Камень в обмен на жизнь того, кого он любит. Танос жертвует Гаморой и получает Камень.
Небула сбегает из плена, связывается с оставшимися Стражами и предлагает встретиться с ней на Титане — разрушенной родной планете Таноса. Старк и Паркер выбивают Зоба в космос и спасают Стрэнджа. Прибыв на Титан, троица знакомится с Квиллом, Драксом и Мантис. При помощи Камня Времени, Стрэндж просматривает возможные варианты событий будущего и говорит всем, что он увидел лишь одну победу Мстителей из 14 000 605 вариантов событий. Группа разрабатывает план по захвату Таноса и снятию Перчатки Бесконечности, используемой для хранения Камней. Танос появляется на планете, встречает Стрэнджа и оправдывает свои намерения необходимостью гарантировать выживание Вселенной, которой угрожает перенаселение. Мстители и Стражи Галактики атакуют Таноса. Вскоре появляется Небула и присоединяется к битве. Мстителям удаётся обездвижить Таноса, и узнав, что Танос убил Гамору, разъярённый Квилл атакует Таноса, что даёт последнему возможность вырваться. Танос, при помощи Камней, парализует команду Стражей и сталкивается со Старком один на один. Он тяжело ранит Старка и готовится добить его, однако Стрэндж отдаёт Камень Времени Таносу в обмен на жизнь Старка.
В Ваканде Роджерс воссоединяется с Баки Барнсом перед вторжением армии Таноса. Мстители, вместе с Т’Чаллой и войсками Ваканды готовятся к сражению, а Шури пытается извлечь Камень Разума из Вижна. Не имея возможности вызвать Халка после поражения в битве с Таносом, Бэннер сражается в костюме Халкбастера. Тор, Ракета и Грут прибывают на помощь к Мстителям. На Шури нападает Корвус Глэйв, и она не успевает извлечь Камень Разума. Наташа Романофф и Ванда убивают Проксиму, Брюс Бэннер убивает Обсидиана, а Вижн убивает Корвуса Глэйва. В Ваканду прибывает Танос, и Ванда уничтожает Вижна. Однако Танос использует Камень Времени, воскрешает Вижна, и вырывает Камень Разума из его лба, вновь убивая его. Тор серьёзно ранит Таноса Громсекирой, но тот, собрав всю Перчатку, щёлкает пальцами и телепортируется на планету 0259-S (Сад).
Половина жизни во Вселенной распадается в прах, включая Барнса, Т’Чаллу, Грута, Максимофф, Уилсона, Мантис, Дракса, Квилла, Стрэнджа и Паркера. Старк и Небула остаются на Титане, а Бэннер, М’Баку, Окойе, Джеймс Роудс, Ракета, Роджерс, Романофф и Тор — в Ваканде. Тем временем Танос с улыбкой любуется на восход солнца на своей планете.
В сцене после титров Мария Хилл и Ник Фьюри распадаются из-за щелчка Таноса, однако Фьюри успевает при помощи пейджера послать сигнал Капитану Марвел.

## Актёрский состав
| Актёр                | Роль                                |
| -------------------- | ----------------------------------- |
| Роберт Дауни-младший | Тони Старк / Железный человек       |
| Крис Хемсворт        | Тор                                 |
| Марк Руффало         | Брюс Бэннер / Халк                  |
| Крис Эванс           | Стив Роджерс / Капитан Америка      |
| Скарлетт Йоханссон   | Наташа Романофф / Чёрная вдова      |
| Дон Чидл             | Джеймс «Роуди» Роудс / Воитель      |
| Бенедикт Камбербэтч  | Стивен Стрэндж / Доктор Стрэндж     |
| Том Холланд          | Питер Паркер / Человек-паук         |
| Чедвик Боузман       | Т’Чалла / Чёрная пантера            |
| Зои Салдана          | Гамора                              |
| Карен Гиллан         | Небула                              |
| Том Хиддлстон        | Локи                                |
| Пол Беттани          | Вижн                                |
| Элизабет Олсен       | Ванда Максимофф / Алая Ведьма       |
| Энтони Маки          | Сэм Уилсон / Сокол                  |
| Себастиан Стэн       | Джеймс «Баки» Барнс / Зимний солдат |
| Идрис Эльба          | Хеймдалл                            |
| Данай Гурира         | лидер Дора Миладже Окойе            |
| Питер Динклэйдж      | Эйтри                               |
| Бенедикт Вонг        | Вонг                                |
| Пом Клементьефф      | Мантис                              |
| Дейв Батиста         | Дракс Разрушитель                   |
| Вин Дизель           | Грут (голос)                        |
| Брэдли Купер         | Ракета (голос)                      |
| Гвинет Пэлтроу       | Пеппер Поттс                        |
| Бенисио дель Торо    | Танелиир Тиван / Коллекционер       |

| Актёр             | Роль                                                                  |
| ----------------- | --------------------------------------------------------------------- |
| Джош Бролин       | Танос                                                                 |
| Крис Прэтт        | Питер Квилл / Звёздный Лорд                                           |
| Шон Ганн          | Ракета (захват движения)                                              |
| Уильям Хёрт       | госсекретарь США Таддеус Росс                                         |
| Летиша Райт       | сестра Т'Чаллы Шури                                                   |
| Терри Нотари      | Кулл Обсидиан / Грут (захват движения)                                |
| Том Вон-Лолор     | Эбеновый Зоб                                                          |
| Кэрри Кун         | Проксима Полночная (голос)                                            |
| Майкл Джеймс Шоу  | Корвус Глэйв                                                          |
| Стэн Ли           | водитель школьного автобуса (камео)                                   |
| Уинстон Дьюк      | лидер племени Джабари М'Баку                                          |
| Флоренс Касумба   | член Дора Миладже Айо                                                 |
| Керри Кондон      | искусственный интеллект П.Я.Т.Н.И.Ц.А. (голос)                        |
| Моник Гандертон   | Проксима Полночная (захват движения)                                  |
| Джейкоб Баталон   | друг Питера Паркера Нед                                               |
| Тиффани Эспенсен  | одноклассница Питера Синди                                            |
| Изабелла Амара    | одноклассница Питера Салли                                            |
| Итан Дизон        | одноклассник Питера Тайни                                             |
| Ариана Гринблатт  | маленькая Гамора                                                      |
| Амина Каплан      | мать Гаморы                                                           |
| Росс Маркуанд     | Красный Череп                                                         |
| Стивен Макфили    | помощник госсекретаря Росса (камео)                                   |
| Сэмюэл Л. Джексон | Ник Фьюри (камео; в титрах не указан)                                 |
| Коби Смолдерс     | Мария Хилл (камео; в титрах не указан)                                |
| Кеннет Брана      | подающий сигнал бедствия асгардец (голос) (камео; в титрах не указан) |

## Производство
В октябре 2014 года студия Marvel огласила дату выхода фильма «Мстители: Война бесконечности», разделённого на две части: «Часть 1» — 4 мая 2018 года, «Часть 2» — 3 мая 2019 года. Режиссёрское кресло дилогии досталось братьям Энтони и Джо Руссо. В качестве сценаристов студия пригласила Кристофера Маркуса и Стивена Макфили. Основой для сюжета послужила серия комиксов «Перчатка Бесконечности» Джима Старлина и «Бесконечность» Джонатана Хикмана. При съёмках режиссёры вдохновлялись фильмами об ограблениях 80-х годов. Энтони Руссо отмечал, что Танос охотится за Камнями Бесконечности в стиле «бей и хватай». В мае 2016 года братья Руссо заявили о намерении поменять названия картин, поскольку подзаголовки «Часть 1» и «Часть 2» вводят поклонников в заблуждение. Позже в июле студия Disney сократила название первой части до «Мстители: Война бесконечности».
Съёмки блокбастера начались 23 января в павильонах студии Pinewood Atlanta Studios и закончились 14 июля 2017 года. В качестве оператора-постановщика ленты выступил Трент Опалок. «Мстители: Война бесконечности» стали первой голливудской кинокартиной, снятой полностью в цифровом формате IMAX. Съёмка велась на камеры Arri Alexa с разрешением 6,5K. Лента была снята в формате 2,39:1 и конвертирована в 1,90:1 для показа в IMAX-кинотеатрах. Также для съёмок использовались модели камер Red Weapon Dragon VV и Helium S35, снимающие в разрешении 8K. Натурные съёмки проводились на территории Шотландии, Англии, Атланты и Нью-Йорка. Финальная сцена, где Танос любуется закатом, снималась на рисовых террасах Банауэ в провинции Ифугао на Филиппинах.
В начале марта 2018 года премьера «Войны бесконечности» в США была передвинута на 27 апреля 2018 года. К работе над графикой студия Marvel привлекла несколько студий, в том числе Industrial Light & Magic, Framestore, Method Studios, Weta Digital, DNEG, Cinesite, Digital Domain, Rise, Lola VFX, Perception и Territory Studio. Бюджет картины, по разным данным, составил от $ 316 до 400 млн.

## Музыка
В ноябре 2011 года стало известно, что композитор Алан Сильвестри, написавший музыку к первым «Мстителям» в 2012 году, будет работать над музыкальным сопровождением «Войны бесконечности» и «Финала». Сильвестри начал писать партитуру в январе 2018 года и закончил в конце марта. По словам композитора, работа над музыкой дала ему совершенно отличный опыт от всего, над чем Алан работал раньше. Альбом вышел 27 апреля 2018 года на цифровых площадках и 18 мая на CD. Выпускающим лейблом стала компания Hollywood Records в сотрудничестве с Marvel Music. Кроме того, выпущено специальное издание, в состав которого вошли 30 композиций, в частности расширенные версии.

## Маркетинг

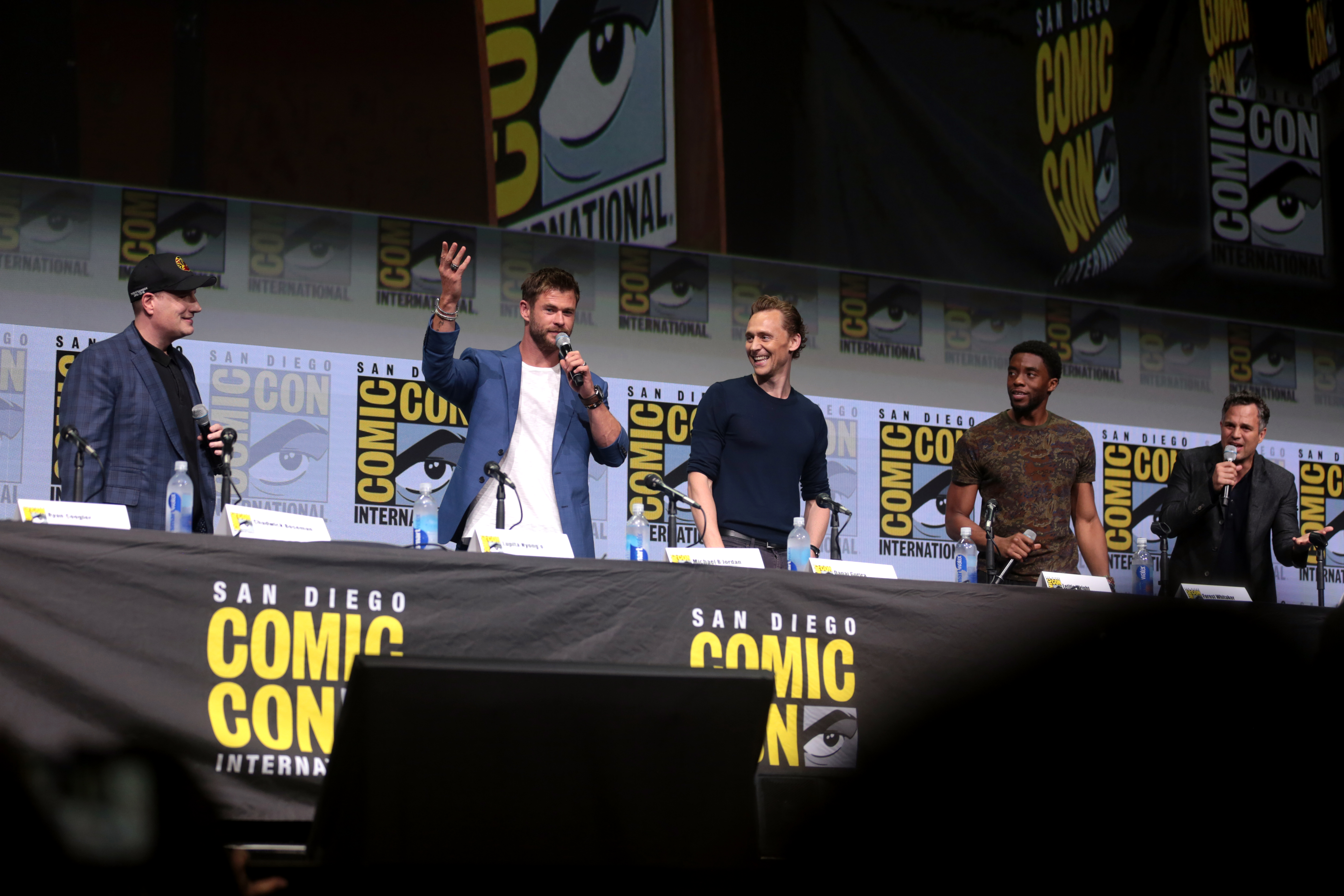
Слева направо: Кевин Файги, Крис Хемсворт, Том Хиддлстон, Чедвик Боузман и Марк Руффало на San Diego Comic-Con в 2017 году.

В мае 2017 года Роберт Дауни-младший в сотрудничестве с платформой Omaze анонсировал благотворительную акцию. Люди, совершившие пожертвование, смогут попасть на съёмочную площадку «Войны бесконечности». На выставке D23 Expo 2017 была выставлена статуя Таноса и членов Чёрного Ордена / «Детей Таноса» в полный рост: Корвус Глэйв, Проксима Миднайт, Эбеновый Зоб и Кулл Обсидиан. Помимо этого, мероприятие посетили Файги и Джо Руссо вместе с членами актёрского состава и представили ролик, посвящённый 10-летию киновселенной Marvel, а также отснятый материал. Ролик, показанный исключительно для посетителей панели, вызвал крепкую реакцию. Журналистка Polygon Джулия Александер отметила: «Мягко говоря, в трейлере столько всего интересного». Рецензент оказался в восторге, когда увидела Человека-паука, Железного человека, Тора, Звёздного Лорда и Алую Ведьму на большом экране, и считает, что Marvel наконец-то сняли тот фильм, который зрители всегда мечтали увидеть спустя десять лет с момента существования киновселенной. Эрика Айзенберга из CinemaBlend буквально трясло от просмотра и признался, что фильм смотрится как самый эпичный блокбастер из когда-либо созданных. По мнению Хейли Фоутч из Collider, трейлер выглядит мрачновато, эпично и гораздо драматичнее. Обозревательница даёт понять, что основная цель Marvel — расплатиться за десятилетие сюжетной линии. На фестивале Comic-Con 2017 в Сан-Диего посетителям представили ролик с D23. Согласно подсчётам специалистов comScore и PreAct, ленту упоминали в соцсетях 90 тысяч раз, что позволило ей занять третье место среди обсуждаемых фильмов после «Тора: Рагнарёк» (264 тысяч) и «Лиги справедливости» (215 тысяч). Через неделю картина набрала 41 тысяч упоминаний. 16 октября общее число упоминаний в соцсетях составило свыше 679 тысяч.
Дебютный трейлер был представлен на шоу Good Morning America 28 ноября 2017 года. Ролик стал самым просматриваемым в истории, набрав 230 млн просмотров за сутки, и обогнал показатели трейлера хоррора «Оно» (197 млн). 16 марта 2018 года вышел второй трейлер, который набрал 1 млн просмотров на YouTube за первые три часа после выхода. Ролик набрал 179 млн просмотров за первые 24 часа и продемонстрировал третий результат за всю историю после первого трейлера «Войны бесконечности» и «Оно». Предыдущий рекорд принадлежал трейлеру фэнтези «Красавица и чудовище», набравшему 128 млн просмотров.
Затраты на маркетинговую кампанию кинокомикса составили около $ 150 млн. Рекламными партнёрами выступили Quicken Loans, Ziploc, Go-Gurt, Yoplait и Synchrony Bank. Бренды Duracell, Unilever, Quaker Oats Company, Chevron и Samsung проводили акции на небольших рынках. Рекламодатель Coca-Cola внёс свой вклад в размере $ 40 млн. Автопроизводитель Infiniti представил внедорожник Infiniti QX50, также показанный в фильме. Компания Stand Up To Cancer вместе с American Airlines запустила национальную акцию и опубликовала социальный ролик с участием Скарлетт Йоханссон и Криса Хемсворта. В Великобритании OnePlus презентовала специальное издание смартфона по мотивам фильма.

## Прокат
Мировая премьера картины состоялась 23 апреля 2018 года в театре Долби в Лос-Анджелесе, а также в театрах Эль-Капитан и TCL. В остальных странах мира, включая США, кинопрокат стартовал 25—27 апреля в форматах IMAX и 3D. В Соединённых Штатах лента вышла в 4474 кинотеатрах, в 408 из которых в формате IMAX; это самый успешный результат для студии Disney и второй после «Гадкого я 3» (4529 кинотеатров). Первоначально Disney ориентировалась на начало американского проката 4 мая. В Индийском прокате кинокомикс демонстрировался в 2000 кинозалах, что стало рекордным показателем среди голливудских кинокартин.
Российская премьера блокбастера прошла 27 апреля в кинотеатре «КАРО 11 Октябрь» в Москве. В Китае лента вышла 11 мая и прокат планировали завершить 10 июня, но решили продлить его до 9 июля. В начале апреля братья Руссо в преддверии премьеры картины отправились в пресс-тур, где представили несколько отобранных сцен, и попросили зрителей воздержаться от спойлеров до наступления лос-анджелесской премьеры. С 25 апреля киносеть AMC провела марафон из 11 фильмов киновселенной Marvel в городах — Нью-Йорке, Орландо и Лос-Анджелесе.

### Кассовые сборы
«Мстители: Война бесконечности» собрали $ 678 815 482 в США и Канаде и $ 1 368 872 249 в остальном мире, всего собрав $ 2 047 687 731. Картина заняла четвёртую строчку в списке самых кассовых лент всех времён; первую по итогам проката 2018 года, среди фильмов Marvel и кинокомиксов в истории.
За премьерный уик-энд в общемировом прокате третьи «Мстители» собрали $ 640,5 млн, продемонстрировав таким образом крупнейший старт в истории кинопроката. Ранее рекорд по сборам удерживал «Форсаж 8» ($ 541,9 млн). Картина преодолела отметку в $ 1 млрд за 11 дней и побил результат седьмого эпизода «Звёздных войн», который собрал ту же сумму за 12 дней проката. Кроме того, во втором уик-энде показы в залах 4DX принесли $ 13,5 млн, что стало рекордным показателем для данного формата. 12 июня 2018 года мировые сборы блокбастера спустя 48 дней превысили $ 2 млрд. Заработав 140 млн во всемирном прокате в IMAX, фильм показал третий лучший результат после «Аватара» и «Пробуждения силы», а также стал самым успешным среди фильмов Marvel.
Рекорды по продажам билетов
По данным опроса портала Fandango, «Война бесконечности» возглавила рейтинг самых ожидаемых фильмов 2018 года. Источник также проинформировал о том, что картина всего за шесть часов установила суточный рекорд по скорости продаж билетов и превзошла показатель «Чёрной пантеры». Онлайн-касса Atom Tickets отметила, что количество билетов, распроданных за один день, побило месячный результат «Чёрной Пантеры». За первые 72 часа после начала продаж билетов на сайте киносети AMC блокбастер обогнал показатель «Чёрной пантеры» на 257,6 %, «Первого мстителя: Противостояние» на 751,5 % и «Мстителей: Эра Альтрона» на 1 106,5 %. Сервис Fandango за две недели до премьеры сообщил, что число проданных билетов на «Войну бесконечности» опередило результаты предыдущих семи фильмов КВМ. За неделю до премьеры издание The Wall Street Journal отметило, что зрители потратили на билеты свыше $ 50 млн, уступив лишь «Пробуждению силы» и «Последним джедаям».
США и Канада
Сборы первого дня американского проката составили $ 106,7 млн. Лента показала второй результат стартового дня после «Пробуждения силы» ($ 119,1 млн). В премьерный уик-энд картина собрала $ 258,2 млн, обогнав «Пробуждение силы» ($ 248 млн). На ночных показах вторника лента заработала $ 39 млн, уступив лишь «Пробуждению силы» ($ 57 млн), «Последним джедаям» ($ 45 млн) и «Гарри Поттеру и Дарам Смерти. Часть 2» ($ 43,5 млн). Субботние показы принесли $ 83 млн и лента опередила «Мир Юрского периода» ($ 69,6 млн). Сборы за воскресенье составили $ 69,2 млн. Залы IMAX принесли $ 22,5 млн, что стало рекордным показателем среди лент Marvel и третьим по успешности после «Пробуждения силы» ($ 30 млн) и «Последных джедаев» ($ 24,7 млн). Сеть кинотеатров AMC сообщила, что фильм показал лучший результат по пятничным и субботним сборам в истории компании. После первого уик-энда экранизация собрала дополнительные $ 25 млн и продемонстрировала успешный показатель по сборам за апрельский понедельник, опередив «Форсаж 7» ($ 14 млн). Среди фильмов КВМ это второй результат после «Чёрной Пантеры» ($ 40,1 млн). Через день лента заработала $ 23,5 млн, показав успешным результат по сборам за вторник среди картин КВМ. Ранее рекорд удерживала «Чёрная пантера» ($ 20,8 млн). Также «Война бесконечности» обошла первую часть «Мстителей» ($ 17,6 млн) по сборам за премьерный майский вторник.
Собрав $ 115,5 млн, картина показала второй лучший результат по сборам за второй уик-энд после «Пробуждения силы» ($ 149,2 млн). «Война бесконечности» пересекла планку в $ 400 млн за девять дней, но «Пробуждение силы» достигло этой отметки за восемь дней. В свой третий уик-энд сборы картины спустя 15 дней проката достигли $ 500 млн, показав второй результат после «Пробуждения силы» (10 дней). 409 IMAX-кинотеатров собрали $ 48,1 млн, что является самым успешным показателем среди лент КВМ. Блокбастер на своём четвёртом уик-энде занял вторую строчку после «Дэдпула 2», а по итогам пятого финишировал на третьем месте после «Хана Соло. Звёздные войны: Истории» и «Дэдпула 2». 23 мая картина собрала $ 600 млн за 26 дней проката, уступив лишь «Пробуждению силы» (12 дней). Лента оставалась в ТОП-10 вплоть до девятого уик-энда. Картина заняла четвёртое место среди кассовых фильмов американского проката и второе среди кинокомиксов после «Чёрной Пантеры».
Другие страны
Сборы за пределами США и Канады достигли $ 382,7 млн в 52 странах. Кинокомикс не смог превзойти показатель «Форсажа 8», собравшего $ 444,2 млн. IMAX-залы принесли $ 18,5 млн, показав лучший старт международного проката и обогнав «Пробуждение силы» ($ 17,5 млн). Лучшие результаты по сборам за выходные картина принесла в Южной Корее ($ 39,2 млн), Мексике ($ 25,4 млн), Бразилии ($ 19,1 млн), Индии ($ 18,6 млн), на Филиппинах ($ 12,5 млн), Таиланде ($ 10 млн), Индонезии ($ 9,6 млн), Малайзии, Гонконге, Вьетнаме, Центральной Америке, Перу, Чили, Эквадоре, Венесуэле, Боливии, Южной Африке, Турции, Объединённых Арабских Эмиратах и Западной Африке. Во Франции стартовый показатель в $ 17,7 млн стал рекордным среди экранизации комиксов, равно как и на территории Дании, Финляндии, Норвегии, Португалии и Швеции. Кинокомикс показал рекордные сборы во многих странах Европы и Ближнего Востока. Блокбастер продемонстрировал самый успешный старт проката в Германии среди кинокомиксов за всю историю, заработав $ 14,7 млн. В Японии стартовый результат в $ 9 млн стал вторым по успешности среди картин КВМ. В Австралии картина собрала $ 23,2 млн, показав второй успешный результат по сборам за дебютный уик-энд.
«Мстители: Война бесконечности» на втором уик-энде стали лидером проката во всех 54 странах. В России лента показала самый успешный старт, заработав 260 млн рублей в первый день, и опередила «Отряд самоубийц» (254 млн рублей). Картина преодолела отметку в 1 млрд рублей за четыре дня проката, побив рекорд «Пиратов Карибского моря: Мертвецы не рассказывают сказки». Собрав 148 млн рублей в IMAX-кинотеатрах, «Война бесконечности» обогнала «Тор: Рагнарёк» (136,5 млн рублей). В третий уик-энд сборы картины на китайском рынке превысили $ 200 млн (1,266 млрд юаней), что позволило ей занять вторую строчку по сборам за дебютный уик-энд проката после «Форсажа 8» ($ 184 млн и 1,352 млн юаней). Залы IMAX принесли $ 20,5 млн, показав третий успешный результат в китайском прокате. Фильм также побил рекорд по предпродажам, превысив отметку в 400 млн юаней ($ 63 млн). В индийском прокате «Война бесконечности» стала первой голливудской картиной, собравшей свыше ₹ 2 млрд ($ 29,7 млн). В Великобритании картина была признана самым кассовым проектом студии Marvel. В свой шестой уик-энд блокбастер собрал 33 млн в Японии, продемонстрировав самый успешный показатель студии Marvel в истории местного кинопроката.
Страны, где картина показала лучший результат в истории местного проката, — Бразилия, Индонезия, Филиппины, Центральная Америка, Боливия, Венесуэла, Латинская Америка, Мексика, Чили, Эквадор, Перу, Малайзия, Сингапур, Индия (для голливудских релизов), Вьетнам, Индонезия, Таиланд (для голливудских релизов) и Монголия; второй по успешности — в Азиатско-Тихоокеанском регионе (для голливудских релизов), Гонконге и Южной Корее (для голливудских релизов) и третий в Китае (для голливудских релизов). Фильм признан самым кассовым кинокомиксом во многих странах Европы. По состоянию на 17 июня 2018 года наибольший вклад в общую кассу внесли Китай ($ 373,4 млн), Великобритания ($ 95,7 млн) и Южная Корея ($ 92,8 млн). Блокбастер занял третью строчку среди самых кассовых лент за всю историю международного проката.

### Критика

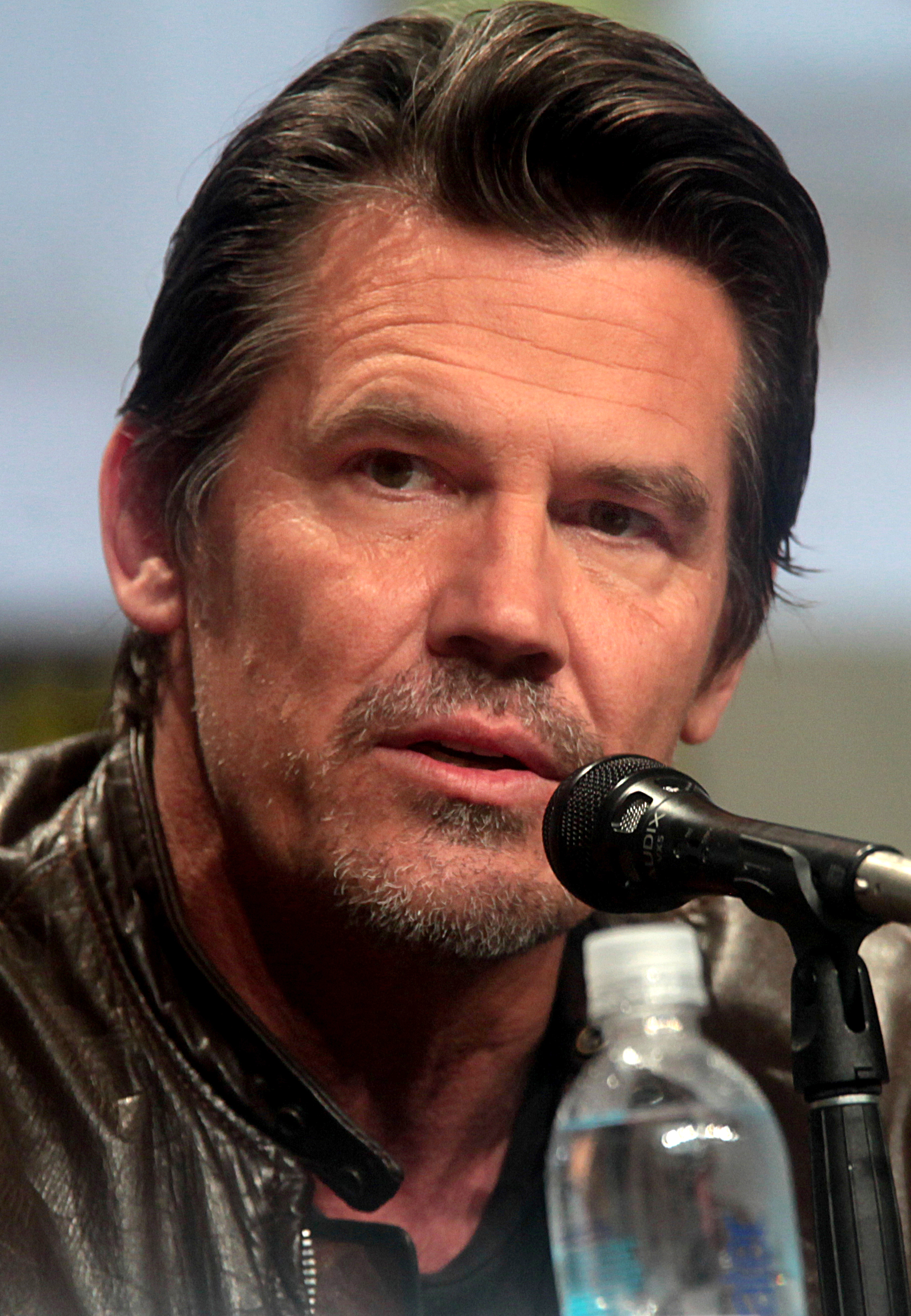
Многие критики высоко отмечали актёрскую игру Джоша Бролина.

«Мстители: Война бесконечности» получили 85 % в томатометре на агрегаторе Rotten Tomatoes. Оценка основывается на 436 рецензиях, из которых 369 — с рейтингом свежести, а 67 — с отрицательной отметкой. Рейтинг третьей части саги на сайте Metacritic составляет 68 баллов из 100 на основании 53 рецензий.
Критик Оуэн Глейберман в журнале Variety описал картину так: «дерзкая забавная вечеринка, где каждому персонажу дают достаточно времени, чтобы покрасоваться». Сам Танос пришёл к образу убедительного социопата, словно он — Хеллбой, Халк, Дарт Вейдер и Оливер Стоун в одном лице. Джастин Чанг из газеты Los Angeles Times назвал ленту смелым продолжением саги, которая разумно близится к завершению. Бролин воссоздал образ властного и меланхоличного злодея. Танос заблуждается настолько глубоко, что воображает себя милосердным божеством вместо серийного убийцы. По словам автора The Hollywood Reporter Тодда Маккарти, значительную роль в повествовании играют отношения Таноса и его приёмной дочери Гаморы. В центре сюжета их семейная драма сменяет картине весёлое настроение на классическую трагедию. Ричард Роупер, рецензент Chicago Sun-Times, назвал «Войну бесконечности» самым амбициозным проектом студии Marvel, хотя и не самым лучшим. Также критик оценил игру Бролина, назвав её самой интересной в фильме. Обозреватель The New York Times Э. О. Скотт раскритиковал экшн-сцены, назвав их нудными и непредсказуемыми. Сам по себе проект братьев Руссо лишён какого-либо смысла и франшизу, по мнению журналиста, сложно оценивать.
Редактор журнала «Игромания» Дмитрий Шепелёв сравнил ленту с «Империя наносит ответный удар» и «Тёмным рыцарем». Братьям Руссо предстояло самое трудное — собрать всех героев киновселенной в гигантскую мозаику и изложить разумную историю. Танос был охарактеризован как мудрый, безумный и благородный злодей Marvel. В плюсы картины были отнесены безукоризненный экшен и сочетание лёгкого юмора. Егор Москвитин специально для Esquire написал, что фильм не нуждается в текстовом сопровождении, который больше похож на описание примитивной игры для мобильного телефона. Обозреватель издания назвал сценарий виртуозным и непредсказуемым, способным удержать на одном плане сразу две дюжины героев. Линар Гимашев, главредактор Plugged In, назвал кинокомикс зрелищным, смешным, грустным и захватывающим. Местами экшн-сцены смотрятся как видеоигра, пейзажи планет хвастаются своей экзотичностью и красками. Обозреватель издания InterMedia Павел Соломатин охарактеризовал «Войну бесконечности» как громадное, неповоротливое и довольно глупое чудовище. Журналист считает, что Disney просит зрителей воздержаться от спойлеров лишь из-за того, что сюжет фильма откровенно слаб, прост и банален. «Все впечатление от „Войны бесконечности“ — это два с половиной часа чисто механического секса, в конце которого просто встаёшь и уходишь, оставшись без удовольствия», — пишет Павел.
По итогам года многие издания включили фильм в свои списки лучших фильмов года, в том числе The Guardian, Den of Geek, Collider, Cinemablend, «Канобу» и «Кинопоиск». Некоторые, например Empire и «Мир фантастики» назвали «Мстителей: Война бесконечности» фильмом года.

### Отклик зрителей
CinemaScore сообщило о реакции аудитории на выходе из зала, средняя оценка которой составила «A» (наивысшая оценка) по шкале оценок от «A» до «F». 66 % аудитории составили мужчины, 34 % — женщины, а 58 % были люди в возрасте старше 25 лет. Согласно опросам PostTrak, картина понравилась 88 % зрителей. Видеоблогер Тони Митчелл посмотрел в кинотеатре фильм 103 раза, поставив мировой рекорд. Корпорация IMAX, отреагировав на новость, подарила человеку 50 бесплатных билетов на просмотр фильма, а режиссёры братья Руссо пригласили его на премьеру «Финала». Митчелл признался, что именно таким образом он хотел поддержать Marvel и братьев Руссо. Киран Харви, 17-летний мальчик из Стаффордшира, посмотрел фильм 100 раз. «Ну, так получилось! Я не собирался много раз смотреть этот фильм… „Мстители“ крепко отличались от всего, что я видел раньше. Мне так понравился фильм, что я готов ходить на него столько, сколько смогу!», — заявляет юноша.
Концовка фильма вызвала бурную реакцию со стороны пользователей соцсетей и породила интернет-мем. Чаще всего зрители шутят над фразой «Мне не очень хорошо» (англ. I don't feel so good), которую перед исчезновением произносит Человек-паук. На фанатском веб-сайте DidThanosKill.Me можно узнать, пощадил бы вас Танос или нет. На сайте Reddit появилось сообщество /r/thanosdidnothingwrong. Когда число пользователей в сообществе выросло до 20 тысяч, у одного подписчика возникла идея — забанить половину всех участников, повторив сюжет «Войны бесконечности». Подписчики одобрили идею и модераторы раздела начали договариваться с администраторами форума. Перед блокировкой в сообщество успело вступить 700 тысяч подписчиков. Массовый бан пользователей начался 9 июля 2018 года. В преддверии блокировки Джош Бролин опубликовал видео, где актёр дал своё благословение на щелчок. Администрация Reddit забанила около 300 тысяч пользователей сообщества. Для заблокированных участников был создан новый раздел /r/inthesoulstone.

### Награды и номинации
Фильм был удостоен множества наград и номинаций в различных категориях. Особое признание получили актёрская игра (в основном Джоша Бролина) и визуальные эффекты. Фильм получил номинацию на 91-й церемонии вручения премии «Оскар», в категории «Лучшие визуальные эффекты». На 46-й церемонии вручения премии «Энни» фильм получил номинацию в категории «Выдающиеся достижения в области анимации персонажей в живом действии», а также множество других наград.

## Продолжения
«Мстители: Финал» вышли 26 апреля 2019 года. Режиссёрами вновь выступили Энтони и Джо Руссо, а сценаристами — Кристофер Маркус и Стивен Макфили. Два будущих фильма о команде, «Мстители: Судный день» (2026) и «Мстители: Секретные войны» (2027) станут кульминацией и развязкой Шестой фазы КВМ и всей Саги Мультивселенной.